# Pirro Nord
Pirro Nord è un sito archeologico preistorico nel comune di Apricena (provincia di Foggia) che ha datto alla luce importanti resti faunistici e strumenti litici olduvaiani. 
Originariamente datato sulla base dei ritovamenti animali a 1 500 000 milioni di anni dal presente (BP - Before Present in inglese), che ne farebbe il più antico insediamento umano in Europa,  più recentemente è stato datato a 800 000 anni BP. 

## Scoperta
Il sito, scoperto negli anni Settanta del secolo scorso, è stato studiato inizialmente dal paleontologo olandese Matthijs Freudenthal , in seguito scavi sistematici, eseguiti dall'Università degli Studi di Ferrara, hanno permesso di portare alla luce più di 300 strumenti in selce e migliaia di ossa appartenenti a quasi cento specie diverse.

## Descrizione

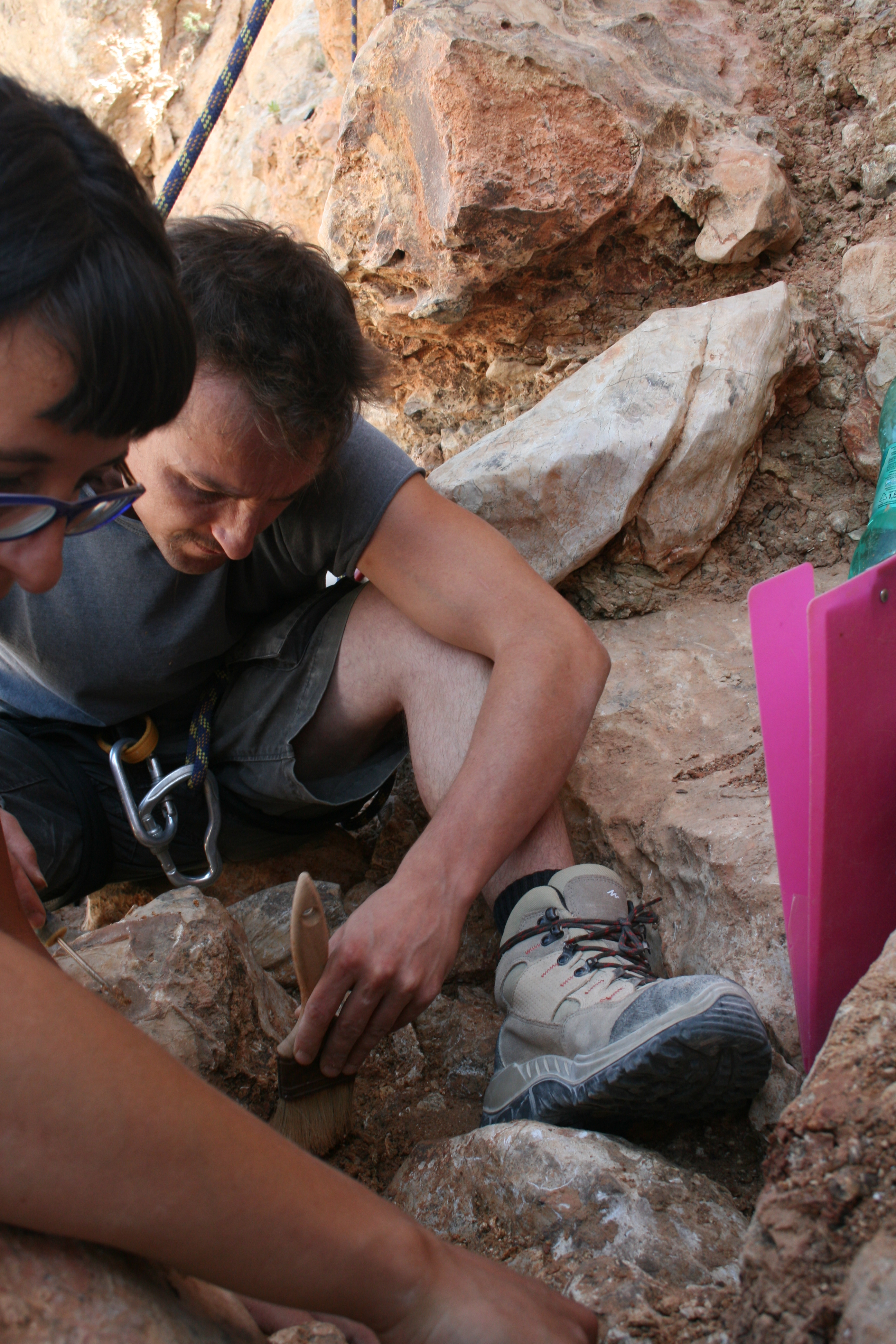
Attività di scavo sistematico presso il sito di Pirro Nord

Il sito si trova sul margine nordorientale del promontorio del Gargano, vicino alla cittadina di Apricena. Si trova, all'interno di una cava di calcare denominata la fessura Pirro 13, che ha restituito i resti dell'industria litica, ed è collocata alla sommità di una formazione calcarea mesozoica.
L'ambiente, al momento dell'occupazione umana, era caratterizzato da spazi aperti, tendenzialmente secchi, ma con presenza di specchi d'acqua stagionali.
La datazione dei ritrovamenti è coerente con l'ipotesi del popolamento del continente europeo, a partire dal vicino oriente, seguendo le linee costiere mediterranee.

## Cronologia
La prima attribuzione cronologica del sito è stata fatta su base biocronologica, e se i fossili erano stati attribuiti al pleistocene inferiore, le analisi paleo-magnetiche suggerivano un'età successiva all' olduvaiano. Uno studio del 2023 propone una datazione più recente del sito, che sarebbe stato frequentato dagli uomini a partire da 800 000 anni dal presente.

## Reperti

### Fossili

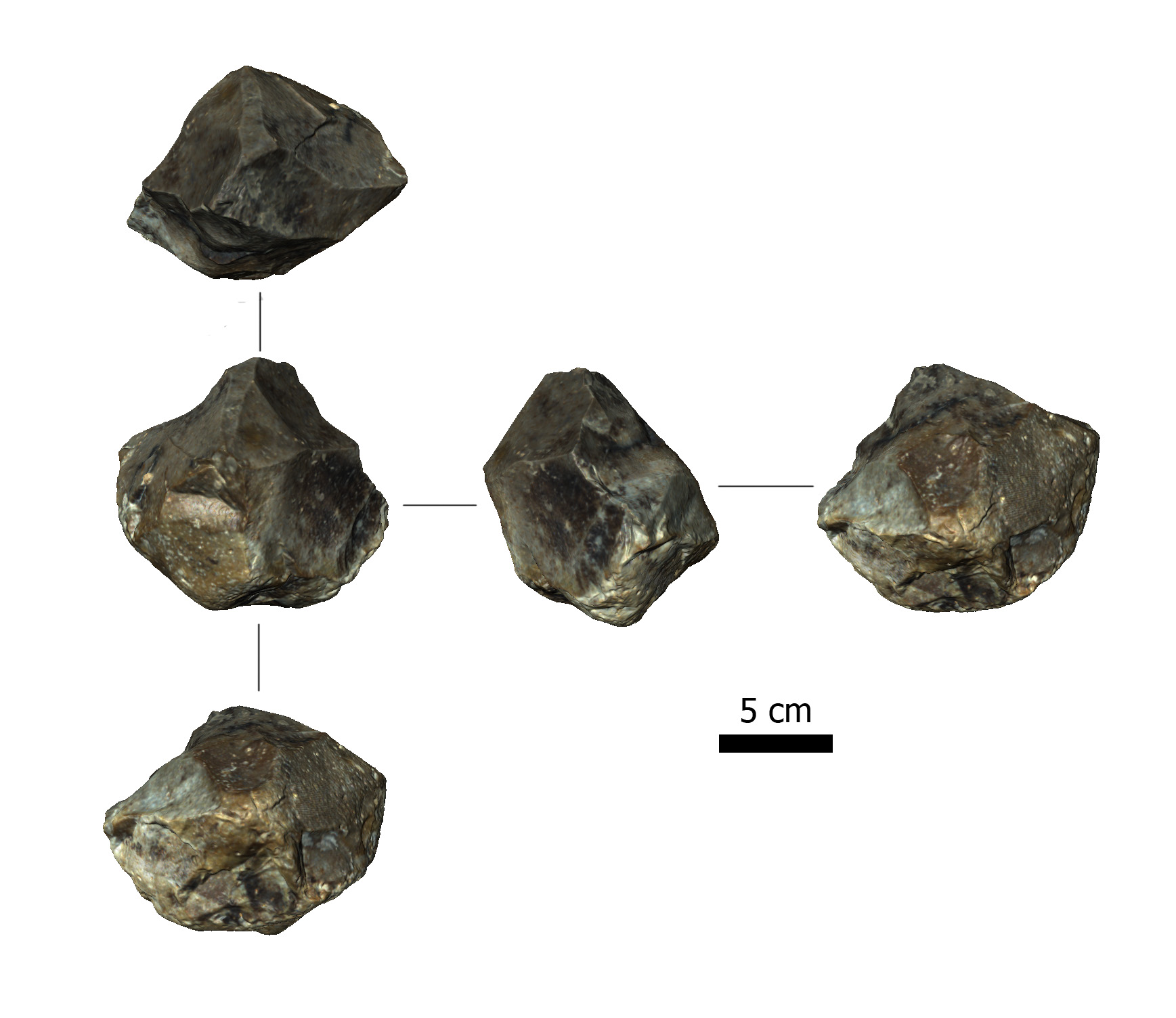
Ricostruzione 3D di un nucleo in selce proveniente dal sito di Pirro Nord. Il nucleo è stato sfruttato con una scheggiatura opportunista.

Dal 2006 ad oggi sono stati rinvenuti più di 300 manufatti litici scheggiati a partire da piccoli ciottoli in selce raccolti in posizione secondaria nelle aree limitrofe al sito. Le catene operative, seppur non complete, attestano tutte le fasi della produzione, dalla decorticazione fino all'abbandono del nucleo. I metodi di scheggiatura adottati sono finalizzati all'ottenimento di schegge con almeno un margine funzionale. 
I ciottoli di medio-grandi dimensioni sono stati sfruttati con un metodo di scheggiatura opportunista che prevede lo sfruttamento di più piani di percussione ortogonali tra loro tramite una scheggiatura unipolare. I nuclei sono stati sfruttati fino ad esaurimento totale della materia prima, nella maggior parte dei casi. 
I ciottoli di piccole dimensioni sono stati sfruttati lavorandoli dal centro verso l'esterno, e i prodotti ottenuti, le schegge, presentano delle morfologie standardizzate: schegge di forma triangolare con una punta non in asse e un debordamento opposto alla punta.
Le caratteristiche tecnologiche delle industrie litiche rinvenute a Pirro Nord sono confrontabili con tutti i siti europei datati intorno ad un milione di anni, e con i complessi litici più antichi rinvenuti in Africa ed attribuiti all'Olduvaiano. Tra i siti europei, strategie di produzione litica simili, catene operative corte e opportuniste finalizzate alla produzione di schegge,  sono attestate nei siti di Pont de Lavaud (Francia), Gran Dolina e Sima del Elefante nella Sierra di Atapuerca (Spagna), Le Vallonet (Francia) e Ca' Belvedere di monte Poggiolo in Italia.

### Animali
La fessura contiene resti paleontologici villafranchiani, con ossa di bisonti (Bison degiuli), caprioli (Capreolus sp.), cavalli (Equus altidents), mammut (Mammuthus meridionalis), rinoceronti (Stephanorhinus sp.), tigri dai denti a sciabola (Homotherium latidens) e di più di 20 specie di anfibi e rettili e di 47 specie di uccelli.